# Birgit Zinner

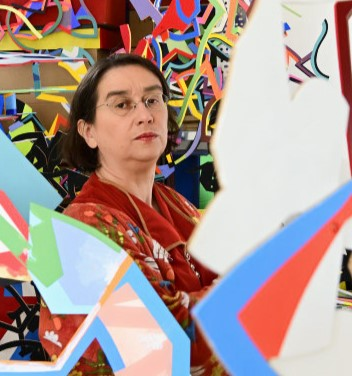
Birgit Zinner (2019)

Birgit Zinner (* 8. November 1963 in Steyr) ist eine österreichische Malerin, deren Arbeit mit Objekten, Grafiken, Videos und Performances erweitert wird.

## Leben und Werk
Nach der Matura im Stiftsgymnasium Seitenstetten studierte Zinner von 1983 bis 1990 an der Universität für angewandte Kunst zuerst (1983–1986) bei Grete Rader-Soulek, dann (1986–1990) bei Ernst Caramelle, in dessen Meisterklasse sie mit einem Diplom abschloss.
Anfangs beeinflusst vom Konstruktivismus und Konkreter Kunst, wurde sie während des Studiums durch die Vorlesungen bei Burghart Schmid angeregt, mit der Malerei als Instrument über die Eigenheiten und Beziehungen von Linie, Farbe, Fläche, Objekt und Raum zu reflektieren. Sie entwickelte aus der Papiercollage stark farbige Cut-Outs aus Sperrholz, später auch aus MDF-Platten. Durch Schichtung entstanden mit durchlöcherten Flächen und sich überlagernden Linien Objekte für die Wand, die variabel montiert wurden bzw. durch Scharniere beweglich waren.
Manche ihrer Arbeiten sind materialbezogen. 1992 bis 1996 wurden verstärkt Messingblech, Draht und Gummi, Kluppen, Spiegel, Karton in die Arbeit eingebaut. Oder der grobe Sägeschnitt wird als grafisches Element eingesetzt und bei der beschichteten Platte auf eine zusätzliche Farbgebung verzichtet (Schwarze Arbeiten).
In anderen Werkgruppen sind Untersuchungsgegenstände wie Vordergrund und Hintergrund, Linie und Fläche, das Ganze und die Teile, Konstruktion, Re- und Dekonstruktion, Anfang und Ende von Interesse.
Im Katalog zur Ausstellung Jenseits von Kunst meinte Lucas Gehrmann 1996 dazu: „…So gesehen ist ihre Arbeit auch ein exemplarischer Beitrag zum Thema der Bildgenerierung an der Schnittstelle zwischen linear- kausalem und neuronal-komplexem Denken, im Zeichen des Dualismus auch von Konzeptualität und Materialität.“
Haben viele Arbeiten größtenteils reliefartigen Charakter, so entstehen auch Objekte für den Raum. 2013 bis 2021 verfertigte sie die Serie Lipsis, wobei die farbigen, ausgeschnittenen Platten übereinander entlang einer Trägerstange horizontal geschichtet sind, bzw. von der Decke hängend, als Fliegende Lipsis. 2021 erhielt Zinner vom Land Oberösterreich durch eine Residency im Atelierhaus Salzamt Linz die Möglichkeit die umfangreiche Installation Lipsis und Limnis in der Kunstsammlung des Landes aufzubauen. In weiterer Folge entstand 2022/23 die Serie Kelas, gebogene, beschichtete Aluobjekte.
Im Prozess der Entstehung, wird bewusst der Zufall, die Umgebung und die eigene Befindlichkeit als gestalterisches Element wahrgenommen. Dieser Moment ist, gemeinsam mit dem ständigen Perspektivenwechsel, ein wesentlicher Teil nicht nur von Zinners Arbeitsweise, sondern auch Thema innerhalb ihres Werkes. Edgar Landgraf schrieb 2008 in seinem Text Formen aus Formen ausformen dazu: „…Die Arbeiten Birgit Zinners sind deshalb nie abgeschlossen, das heißt, sie bleiben produktiv als Formenfundus, auf den man immer wieder zurückgreifen, den man erweitern, überwinden kann“.
Auch die Reflexion über das komplexe eigene Werk integriert sie in die künstlerische Arbeit. Mit den Mappings Overviews (seit 2013) zeigt sie zeichnerisch die Vernetzung ihrer Werke und Werkgruppen auf. Einige dieser Blätter wurden in Performances integriert, die die Rezeption ihrer Arbeit zum Inhalt hatten. Dabei, ebenso wie in ihren Videos, setzt sie sich selbst in Szene. Die Betrachtung der Rolle als Künstlerin in der Gesellschaft und als Frau Kunstmarkt fließt in ihre Arbeit ein.
2016/17 entstand das umfangreiche Projekt Mit Kofferkunst quer durch Europa, wobei sie mit eigens dafür geschaffenen Kofferkunstarbeiten herumreiste, One-Day-Shows, veranstaltete, und das Video Wilde Horden drehte.
In ihrem Buch Kunst mit Wesen / Being with Art wurde der Beziehung zwischen Kunstwerk und Künstlerin nachgegangen.

## Einzelausstellungen
- 1992: Galerie Pohlhammer, Steyr Katalog zur Ausstellung mit Text von Lucas Gehrmann[16]
- 1997: Rad schlagen, Tau ziehen, Philips Galerie[17], Katalog mit Text von Hanjsörg Wachta; Hg.: Philips Galerie
- 2008: Birgit Zinner. Bildobjekte und Skulpturen, Städtische Galerie im Torhaus, Dortmund,
- 2010: Schwadronade, Galerie Hartmann, Wien[18]
- 2012: Zufall und Verweigerung, Kunstraum Walker, Klagenfurt[19]
- 2013: Die Rückkehr der Lipsis, Showroom Galerie Ulrike Hrobsky, Wien[20]
- 2020: Ihre Ringe drehen, ASIFAKEIL, MQ 21, Wien[21]
- 2021: Lipsis und Limnis, Die Kunstsammlung des Landes OÖ, Linz[22]
- 2023: Linking Miss, Stadtgalerie raumimpuls, Waidhofen/Ybbs[23]

## Weitere ausgewählte Ausstellungen
- 1991: Junge Szene Wien´91, Secession, Wien
- 1991: Kunsthalle Exnergasse, Wien (mit Eduard Rahs)
- 1993: Galerie im Stifterhaus, Linz; Talentförderungspreisträger des Landes Oberösterreich 1993
- 1997: Jenseits von Kunst, Neue Galerie Graz, Budapest Ludwig Múzeum1999 : 1 von 9, Kunst aus Oberösterreich, Museum auf Abruf, Wien
- 2001: Farbenlust und Formgedanken, Heiligenkreuzerhof, Wien, Alpen-Adria-Galerie, Klagenfurt, Frauenbad, Baden
- 2007: Nominierungen zum André Evard-Preis, Messmer Foundation, Emmendingen
- 2008: Birgit Zinner. Bildobjekte und Skulpturen, Städtische Galerie im Torhaus, Dortmund, Einladung durch Dortmunder Gruppe
- 2009: Kunsthaus Herberstein
- 2010: Wurm, Starzer, Brandstetter, Fleischmann, Zinner, Spoerri, NV Art Foundation, St. Pölten
- 2010: Schwadronade, Galerie Hartmann, Wien
- 2013: Constructing Reality, Galerie Ulrike Hrobsky (mit Ulrich Plieschnig)
- 2015: Birgit Zinner Live / Talkshow, Destination Wien, Kunsthalle Wien Karlsplatz
- 2015: GELB, Aktuelle Positionen österreichischer Kunst, BIG gallery, Dortmund
- 2015: Joachim Kaiser-Mieczysław Wizniewski-Birgit Zinner, Haus der Modernen Kunst, Staufen
- 2016: Die Kunstsammlung packt aus, OÖ Kulturquartier Linz[24]
- 2017:Das bessere Leben, Künstlerhaus 1050 Wien[25]
- 2017: Birgit Zinner. Kunst mit Wesen, Buchpräsentation und Zeichnungen, Artist Talk mit Angela Stief, Landesgalerie Linz
- 2020: Schwebende Linien, Kunstverein Kärnten[26]
- 2024: Die Umtriebigen, Künstlerhaus Wien, Factory

## Kataloge und Publikationen
- 1997 Farbenlust und Formgedanken: abstrakte Wege in Österreich 1900-2000, Hg.: Gabriela Nagler, Erika Patka, ISBN 978-3-85033-092-3
- 2011 Improvisation as Art, Edgar Landgraf, Continuum Intern, Publishing Group, Seite 37, Cover ISBN 978-1-4411-4694-6,
- 2019 Being with Art / Kunst mit Wesen, Verlag für Moderne Kunst, Wien
- 2024: Animating Art, Hrsg.: ASIFA Austria, ISBN 9798875473456
- 2024: Almanach Werkstadt Graz; Hrsg.: Joachim Baur, Helene Baur, Seite 256, ISBN 3901793194 , 9783901793196 ,

## Sammlungen
- Artothek des Bundes, BKA Österreich[27]
- Bank Austria, Kunstsammlung Wien
- Kunstsammlung der Stadt Wien
- Kunstsammlung des Landes Niederösterreich
- Kunstsammlung des Landes Oberösterreich[28]
- NV Art Foundation
- Sammlung der Vienna Insurance Group
- Universität für angewandte Kunst